# Palatul Grigore Sturdza din Iași
Palatul Grigore Sturdza din Iași este un palat din Iași, care a aparținut lui Grigore M. Sturdza. Acesta este monument istoric din Iași având codul LMI IS-II-m-B-03797. Aici a fost sediul TVR Iași.